# 奥田統己
奥田 統己（おくだ おさみ、1963年 - ）は、日本の言語学者。東京育ち。札幌学院大学人文学部人間科学科教授。

## 略歴
1987年東京大学文学部卒業。1989年千葉大学大学院人文科学研究科修士課程修了。1990年4月より札幌学院大学に人文学部専任講師として赴任し、1997年同人文学部助教授、2007年人文学部准教授を経て、現在に至る。

## 研究対象
言語学では、特にアイヌ語静内方言の文法を研究しているだけでなく、アイヌの口承文芸や歌謡などアイヌ英雄叙事詩の研究といったアイヌ文学論をも手掛ける。

## 受賞歴
- 2000年 『アイヌ語静内方言文脈つき語彙集』と静内方言に関する一連の研究により第28回金田一京助博士記念賞受賞。

## 主著
- 『アイヌ語の集い　知里真志保を継ぐ』（北方言語研究者協議会、分担執筆、北海道出版企画センター、1994年）
- 『北海道のことば』（小野米一と共著、北海道新聞社、1999年）
- 『読みやすく考えて調べて書く 小論文から卒論まで』（神成洋ほか共著、学術図書出版社、2000年初版/2003年第2版）
- 田村すず子（早稲田大学語学教育研究所）編 奥田統己増補『アイヌ語静内方言の音声資料』（大阪学院大学、2003年）
- 『大学的北海道ガイド　こだわりの歩き方』（河西邦人・小内純子ほか共著、昭和堂、2012年）
- 『こえのことばの現在　口承文芸の歩みと展望』（日本口承文芸会編、分担執筆、三弥井書店、2017年）

この他、数多くのアイヌ語文献を執筆している。

## 注
1. ↑  “札幌学院大学 人文学部 公開講座” (PDF). 札幌学院大学. 2019年11月11日時点のオリジナルよりアーカイブ。2022年10月5日閲覧。
2. ↑  以上につき、研究者 - researchmap
3. ↑  『札幌学院大学　50年史　資料編』学校法人札幌学院大学、2000年、318頁
4. ↑  『北海道人物・人材情報リスト　2004　あ～お』日外アソシエーツ、2003年、455頁